# Kadjaran (città)
Kadjaran (in armeno Քաջարան?) è un comune di 8 498 abitanti (2010) della Provincia di Syunik in Armenia.